# Barbecue Bob
Barbecue Bob, właściwie Robert Hicks (ur. 11 września 1902 w Walnut Grove (USA), zm. 21 października 1931 w Lithonia) – amerykański muzyk bluesowy, gitarzysta. Jeden z najważniejszych artystów reprezentujących blues Atlanty należący do rodzaju bluesa piedmonckiego.
Swój pseudonim zawdzięcza nazwie przedsiębiorstwa Titwell’s Barbecue, w którym rozpoczął pracę w Atlancie w 1924 roku, gdzie przeniósł się wraz z bratem Charleyem Hicksem. Pierwsze nagrania, jakie zarejestrował dla wytwórni Columbia Records w Atlancie w marcu 1927 roku, bardzo spodobały się producentom. Nagrywał regularnie aż do śmierci w 1931 roku.
Barbecue Bob używał gitary z własnym, opracowanym hiszpańskim strojem otwartym A/G, lub rzadziej, otwartym D/E. Korzystał z technik palcowania i bottleneck.